# Nýrovce
Nýrovce (in ungherese Nyír) è un comune della Slovacchia facente parte del distretto di Levice, nella regione di Nitra.